# Veszprémi LC
Veszprémi LC is een Hongaarse voetbalclub uit de stad Veszprém.

## Geschiedenis
De club speelde in 1988/89 voor het eerst in de hoogste klasse en werd tiende op zestien clubs. De volgende seizoenen ging het een stuk beter met een zesde en vijfde plaats en zelfs een deelname aan de Mitropacup. Hierna ging het minder goed met de club en in 1993 werd de club laatste en degradeerde. In 2005 hield de club voor één jaar op te bestaan. Zodoende werd de club in 2006 heropgericht. In 2022/23 werd de club kampioen in de west-poule van de Nemzeti Bajnokság III en behaalde hiermee promotie naar het tweede niveau. Echter, bleef de ploeg actief op het derde niveau wegens financiële redenen.

## Veszprémi in Europa
- Groep = groepsfase

| Seizoen | Competitie | Ronde | Land                | Club              | Score |
| ------- | ---------- | ----- | ------------------- | ----------------- | ----- |
| 1991    | Mitropacup | Q     | Vlag van Italië     | Torino Calcio     | 0-1   |
|         |            | 1/8   | Vlag van Oostenrijk | SK Vorwärts Steyr | 2-2   |

## Bekende (oud-)spelers
- Bertalan Bicskei